# Swains
Swains (Olosega) – wyspa położona w archipelagu Tokelau, administracyjnie należąca do Samoa Amerykańskiego. Wyspa ma powierzchnię 1,865 km², z czego 1,508 km² przypada na ląd, a 0,358 km² na wewnętrzną lagunę. 

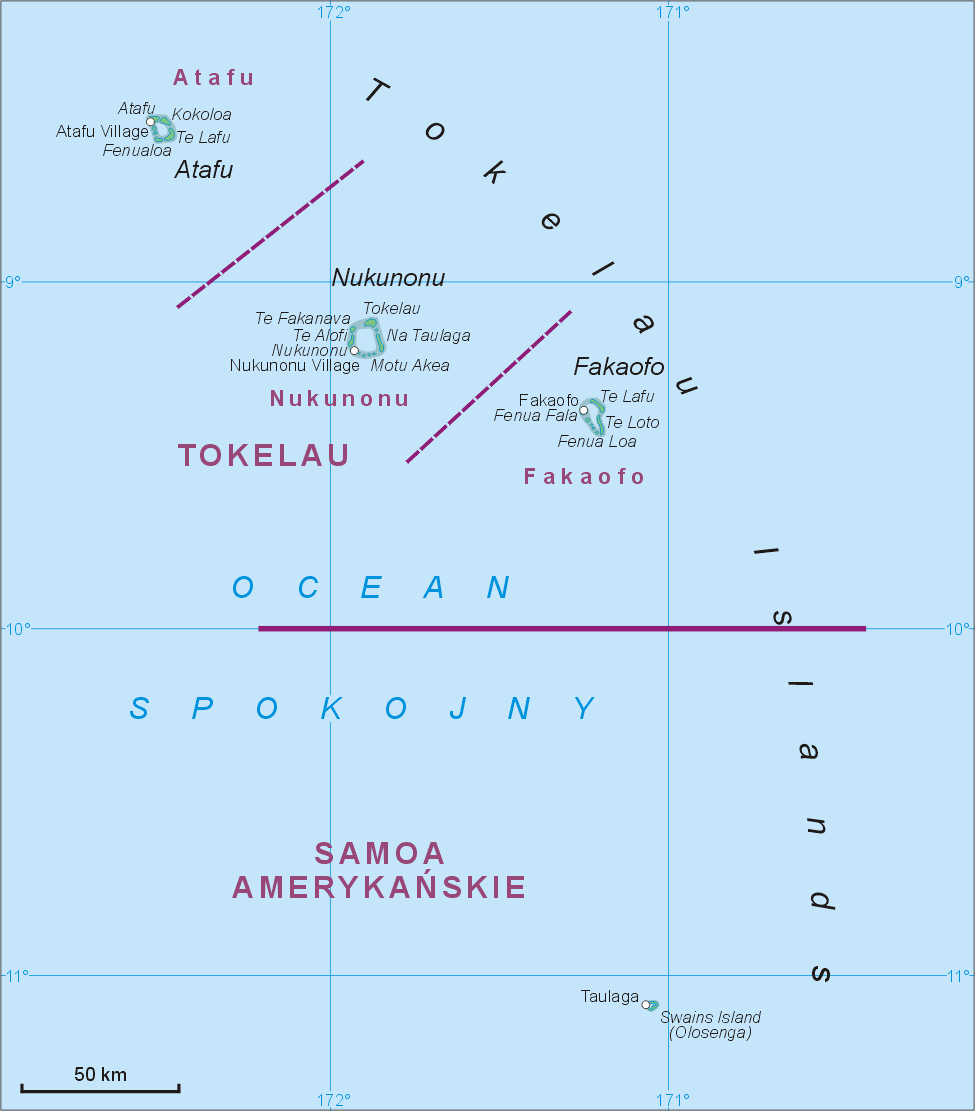
Położenie Swains Island w archipelagu Tokelau

Na wyspie mieszka 37 osób (2005), skupionych w jedynej osadzie Talauga. Druga z osad wyspy, Etena, od lat jest opuszczona. Wyspa stanowi osobną jednostkę administracyjną Samoa Amerykańskiego. 
Wyspa została odkryta w 1606 przez portugalskiego nawigatora Pedro Fernandes de Queirós. W 1856 na wyspie osiedlił się Amerykanin - Eli Hutchinson Jennings, który założył plantację, a z wyspy utworzył własne quasi-państewko. W 1907 roku wyspę anektowała Wielka Brytania i wcieliła ją w skład Union Island (dzisiejsze Tokelau). W 1916 wyspa została włączona, wraz z pozostałymi wyspami archipelagu Tokelau, do brytyjskiej kolonii Wyspy Gilberta i Lagunowe. W 1925 roku wyspę zajęły Stany Zjednoczone i przyłączyły ją do swojej posiadłości zwanej Samoa Amerykańskie, jednocześnie zgłosiły roszczenia do pozostałych wysp Tokelau. W 1979 roku Nowa Zelandia, administrująca Tokelau, podpisała traktat ze Stanami Zjednoczonymi, w wyniku którego Stany Zjednoczone uznały zwierzchność Nowej Zelandii nad trzema wyspami tworzącymi obecnie terytorium Tokelau, Nowa Zelandia uznała zaś aneksję przez Stany Zjednoczone wyspy Swains. Traktat ten Nowa Zelandia ratyfikowała w 1981, a Stany Zjednoczone w 1983. Dokumentu tego nie uznają jednak lokalne władze Tokelau, uważające, że wyspa stanowi część Tokelau, a przez USA administrowana jest bezprawnie (w propozycji konstytucji z 2006 wymieniono wyspę Swains jako wchodzącą w skład Tokelau).